# Allodia hirticauda
Allodia hirticauda är en tvåvingeart som beskrevs av Van Duzee 1928. Allodia hirticauda ingår i släktet Allodia och familjen svampmyggor.
Artens utbredningsområde är Kalifornien. Inga underarter finns listade i Catalogue of Life.